# فيكتور بارتون
فيكتور بارتون (بالإنجليزية: Victor Barton)‏ هو لاعب كريكت ولاعب كرة قدم بريطاني (وحمل سابقاً جنسية المملكة المتحدة لبريطانيا العظمى وأيرلندا) في مركز حراسة المرمى، ولد في 6 أكتوبر 1867 في المملكة المتحدة، وتوفي في 23 مارس 1906 في ساوثهامبتون في المملكة المتحدة. شارك مع منتخب إنجلترا للكريكت. أما مع النوادي، فقد لعب مع نادي ساوثهامبتون ونادي مقاطعة هامبشاير للكريكت ‏ وKent County Cricket Club ‏.

## وصلات خارجية
- فيكتور بارتون على موقع إي آس بي آن كريك إنفو (الإنجليزية)